# صيد بيغ
صيد بيغ هي قرية في مقاطعة هشترود، إيران. عدد سكان هذه القرية هو 643 في سنة 2006.